# 弗尔登-巴尔
弗尔登-巴尔是德国石勒苏益格－荷尔斯泰因州的一个市镇。总面积9.23平方公里，总人口292人，其中男性148人，女性144人（2011年12月31日），人口密度32人/平方公里。